# Aboh
Aboh ou Abo é uma cidade no Delta (estado) da Nigéria. É o centro dos Reino de Aboh na terra de Ndokwa. Está localizado a uma altitude de cerca de 24 m acima do nível do mar e é a sede da área de governo local de Ndokwa East, no estado do Delta.
Existem várias atividades de exploração e exploração de petróleo bruto, uma vez que o poço de exploração Aboh -1 foi descoberto em 1961. Este campo, entre outros, provou intervalos de hidrocarbonetos em um simples ajuste estrutural.